# Rudolf Zibrínyi
Rudolf Zibrínyi (18 febbraio 1925 – 30 luglio 2002) è stato un calciatore cecoslovacco, di ruolo difensore.

## Carriera

### Nazionale
Il 30 aprile 1950 affronta l'Ungheria (5-0) nella sua unica partita internazionale.